# Elmar Saar
Elmar Saar (ur. 6 lutego?/19 lutego 1908 w Tallinnie, zm. 19 grudnia 1981 tamże) – estoński piłkarz, grający na pozycji obrońcy lub pomocnika, trener piłkarski, sędzia piłkarski.

## Kariera piłkarska

### Kariera klubowa
W 1926 rozpoczął karierę piłkarską w klubie Legion Tallinn. W 1931 przeszedł do Tallinna Sport. W latach 1932–1936 występował w Estonia Tallinn.

### Kariera reprezentacyjna
W latach 1928–1936 bronił barw narodowej reprezentacji Estonii.

## Kariera trenerska
W 1939 prowadził reprezentację Estonii. W czasie okupacji radzieckiej trenował kluby Dünamo Tallinn i Tallinna Kalev.

## Sukcesy i odznaczenia

### Sukcesy trenerskie
- mistrz Estonii: 1928, 1934, 1935, 1936